# Prepona amphimachus
Prepona amphimachus är en fjärilsart som beskrevs av Fabricius 1775. Prepona amphimachus ingår i släktet Prepona och familjen praktfjärilar. Inga underarter finns listade i Catalogue of Life.